# 詹金斯山
詹金斯山（英語：Mount Jenkins），是南極洲的山峰，位於帕爾默地，處於斯威尼山脈東北面13公里，海拔高度1,705米，由美國探險隊發現和拍攝照片，現時由南極條約體系管理。